# Archil II
Archil II (em georgiano: არჩილ II) foi um rei do Reino de Imerícia.